# Wallis i Futuna
Wallis i Futuna (Terytorium Wysp Wallis i Futuna, fr. Wallis-et-Futuna) – wspólnota zamorska Francji w Oceanii, obejmująca wyspy wulkaniczne Wallis oraz Futuna i Alofi (Wyspy Hoorn) oraz około 20 innych. Znajduje się w Polinezji, na północny wschód od wysp Fidżi oraz na zachód od Samoa.
Powierzchnia wysp wynosi 274 km², a zamieszkuje je 11 558 osób (2018). Stolicą terytorium jest Mata Utu, 1191 mieszkańców (2003). Mieszkańcy wysp zajmują się głównie uprawą palm kokosowych – eksport kopry.

## Ustrój polityczny
Przywódcą terytorium jest Prezydent Francji, reprezentowany przez administratora w randze prefekta. Ciałem doradczym administratora jest siedmioosobowa Rada Terytorium, składająca się z trzech królów plemiennych: Tomasi Kulimoetoke II (króla Uvea), Soane Patita Maituku (króla Alo) oraz Visesio Moeliku (króla Sigave) i z trzech osób mianowanych przez administratora. Sprawami lokalnymi zajmuje się Zgromadzenie Terytorium, od 23 listopada 2005 na jego czele stoi Emeni Simete. Zgromadzenie składa się z 20 deputowanych wybieranych w wyborach powszechnych na pięcioletnią kadencję.

### Podział administracyjny
Wallis i Futuna podzielona jest na 3 okręgi (fr. circonscription) nazywane również królestwami (fr. royaume).

## Geografia
Wyspy położone są w strefie tropikalnej. Pora deszczowa i gorąca trwa od listopada do kwietnia, a pora sucha chłodna od maja do października. Roczna suma opadów wynosi od 2500 do 3000 mm, a średnia roczna temperatura to +26,6 °C. Geneza wysp ma charakter wulkaniczny. Najwyższy punkt stanowi Mont Singavi (765 m n.p.m.). Komunikacja morska i lotnicza łączy wyspy z Nową Kaledonią.

## Historia
Wyspa Futuna odkryta została przez Holendrów w 1616 roku, a Wallis przez Brytyjczyków w 1767 roku. Wyspa Wallis – została nazwana na cześć angielskiego odkrywcy Samuela Wallisa. W 1837 roku na wyspy przybyli francuscy misjonarze. Po buncie społeczności lokalnej w 1842 roku, misjonarze zwrócili się do Francji o objęcie wysp swoim protektoratem. W 1887 roku królowa Uvéa przyjęła oficjalnie protektorat Francji, a rok później zrobili to również królowie Sigave i Alo. Wyspy stały się wówczas częścią francuskiej kolonii Nowa Kaledonia. W 1961 roku w wyniku referendum wyspy otrzymały status terytorium zamorskiego, zamienionego w 2003 roku na zbiorowość zamorską.

## Demografia
Wyspy zamieszkują trzy rdzenne plemiona: Uvéa (na wyspie Wallis), Alo (na wyspie Alofi oraz we wschodniej części wyspy Futuna) i Sigave (w zachodniej części wyspy Futuna). 67,4% populacji terytorium zamieszkuje Wallis, a 32,6% – wyspę Futuna. Tylko 10,8% ludności wysp posługuje się językiem francuskim, pozostała część używa języków lokalnych.
Liczba ludności wysp na przestrzeni lat:
| 1969  | 1976  | 1983   | 1990   | 1996   | 2003   | 2008   | 2013   | 2018   |
| ----- | ----- | ------ | ------ | ------ | ------ | ------ | ------ | ------ |
| 8 546 | 9 192 | 12 408 | 13 705 | 14 166 | 14 944 | 13 445 | 12 197 | 11 558 |

## Gospodarka
Gospodarka wysp opiera się na rolnictwie i rybołówstwie. Uprawia się głównie palmę kokosową, taro oraz banany, a hoduje świnie, kozy i drób. Podstawowe produkty przeznaczone na eksport to kopra oraz perły. Import dotyczy głównie paliw oraz produktów przemysłowych. Wymiana handlowa odbywa się w znacznej części z Francją oraz Nową Kaledonią, w mniejszej z Nową Zelandią oraz Australią.

## Religia
Struktura religijna terytorium w 2020 roku, według The ARDA:
- Kościół katolicki: 94,6%
- Protestantyzm: 1,8%
- Tradycyjne religie plemienne: 1,2%
- Inni chrześcijanie: 1% (zobacz: Świadkowie Jehowy na Wallis i Futuna)
- Bahaizm: 0,86%
- Brak religii: 0,65%